# 4450 Pan
4450 Panlà một tiểu hành tinh được phát hiện ngày 25 tháng 9 năm 1987 bởi Eugene và Carolyn Shoemaker. It là một Venus, Mars, và Earth crosser. Pan approaches nearer than 10 Gm to those three planets, và within 20 Gm of Mercury.